# T. J. Miller
Todd Joseph Miller (Denver, 1981. június 4.–) amerikai színész, stand-up komikus, producer és író.

## Fiatalkora és tanulmánya
Miller Denverben (Colorado) született, Leslie Miller klinikai pszichológus és Kent Miller ügyvéd fiaként. A Graland Country Day iskolába járt és a denveri East Középiskolában szerzett diplomát, ahol drámai produkciókon is részt vett.

## Magánélete
2014-ben Miller eljegyezte régi barátnőjét, Kate Gorney színésznőt és installációs művészt, aki vezetéknevét Millerre változtatta. A Denveri Botanikus Kertben házasodtak össze 2015. szeptember 6-án.
Miller 2011. október 28-án, Pete Holmes You Made It Weird című podcastjában mesélt a jobb homloklebenyében lévő, nem diagnosztizált agyi arteriovenosus malformációról. Az agyműtétje sikeres volt, bár a halálozási kockázat 10 százalékos volt.
Miller "pozitív nihilistának" tartja magát.

## Filmográfia

### Film
| Év   | Magyar cím                                                | Eredeti cím                                | Szerep                  | Magyar hang           |
| ---- | --------------------------------------------------------- | ------------------------------------------ | ----------------------- | --------------------- |
| 2008 | Cloverfield                                               | Cloverfield                                | Hudson "Hud" Platt      | Hamvas Dániel         |
| 2009 | A verda horda – Adj el, vagy hullj el!                    | The Goods: Live Hard, Sell Hard            | Cessna Jim              |                       |
| 2009 | Kivonat                                                   | Extract                                    | Rory                    | Czető Roland          |
| 2010 | Túl jó nő a csajom                                        | She's Out of My League                     | Stainer                 | Nagy Ervin            |
| 2010 | Felhangolva                                               | Get Him to the Greek                       | Brian                   |                       |
| 2010 | Így neveld a sárkányodat                                  | How to Train Your Dragon                   | Fafej (hangja)          | Baráth István         |
| 2010 | Száguldó bomba                                            | Unstoppable                                | Gilleece                | Nagy Ervin            |
| 2010 | Maci Laci                                                 | Yogi Bear                                  | Jones vadőr             | Dévai Balázs          |
| 2010 | Így neveld csonttörő sárkányodat (rövidfilm)              | Legend of the Boneknapper Dragon           | Fafej (hangja)          | Baráth István         |
| 2010 | Gulliver utazásai                                         | Gulliver's Travels                         | Dan Quint               | Szabó Máté            |
| 2010 |                                                           | Successful Alcoholics (rövidfilm)          | Drake                   |                       |
| 2011 | A lökött tesó                                             | Our Idiot Brother                          | Billy Orwin             | Gacsal Ádám           |
| 2011 |                                                           | Charlie on Parole (rövidfilm)              | Charlie                 |                       |
| 2011 | Így neveld a sárkányodat: Tüzes kis ajándékok (rövidfilm) | Gift of the Night Fury                     | Fafej (hangja)          | Baráth István         |
| 2012 | Mindörökké Rock                                           | Rock of Ages                               | Rolling Stone recepciós |                       |
| 2012 | Míg a világvége el nem választ                            | Seeking a Friend for the End of the World  | Darcy                   |                       |
| 2014 | Így neveld a sárkányodat 2.                               | How to Train Your Dragon 2                 | Fafej (hangja)          | Baráth István         |
| 2014 | Transformers: A kihalás kora                              | Transformers: Age of Extinction            | Lucas Flannery          | Farkas Dénes          |
| 2014 | Sárkányok: A sárkánylovasok hajnala (rövidfilm)           | Dawn of the Dragon Racers                  | Fafej (hangja)          | Baráth István         |
| 2014 | Hős6os                                                    | Big Hero 6                                 | Fred (hangja)           | Bozsó Péter           |
| 2014 | Menyasszony kerestetik                                    | Search Party                               | Jason                   | Zámbori Soma          |
| 2014 |                                                           | Jason Nash Is Married                      | Tidal                   |                       |
| 2015 | Hell és Back                                              | Hell and Back                              | Augie (hangja)          |                       |
| 2016 | Deadpool                                                  | Deadpool                                   | Cserkész                | Mészáros Máté         |
| 2016 | Hivatali karácsony                                        | Office Christmas Party                     | Clay Vanstone           | Zámbori Soma          |
| 2017 |                                                           | Goon: Last of the Enforcers                | Chad Bailey             |                       |
| 2017 | Az Emoji-film                                             | The Emoji Movie                            | Gene (hangja)           | Csőre Gábor           |
| 2018 | Ready Player One                                          | Ready Player One                           | i-R0k                   | Kolovratnik Krisztián |
| 2018 | Deadpool 2.                                               | Deadpool 2                                 | Cserkész                | Mészáros Máté         |
| 2019 | Így neveld a sárkányodat 3.                               | How to Train Your Dragon: The Hidden World | Fafej (hangja)          | Baráth István         |
| 2020 | Árok                                                      | Underwater                                 | Paul Abel               | Simon Kornél          |
| 2020 | A másik én                                                | The Stand In                               | Louis                   | Bozsó Péter           |